# تيري ويد
تيري ويد (بالإنجليزية: Terry Wade)‏ هو متركمج أمريكي، ولد في 27 فبراير 1960.